# Ada van Holland (schip, 1879)
Ada van Holland was een veerboot van Alkmaar Packet en later van de Texelse TESO.
In 1878 bestelde rederij Alkmaar Packet een nieuw schip voor de dienst op Texel, de SS Ada van Holland. Toen de TESO in 1909 het concurrerende veer tussen Den Helder en Texel van Alkmaar Packet overnam, kwam SS Ada van Holland in haar bezit. De TESO hield het als reserveschip in de vaart, naast De Dageraad totdat zij het in 1924 verkocht vanwege de ouderdom.